# Aleksandrs Drēviņš
Aleksandrs Rūdolfs Drēviņš, né le 15 juillet 1889 à Wenden en Lettonie et mort exécuté le 26 février 1938 au polygone de Boutovo, près de Moscou, est un peintre letton et soviétique,.

## Biographie
Aleksandrs naît dans la famille d'ouvrier Dāvids Drēviņš. À l'âge de quinze ans, il entame les études à l'école navale de Riga, mais sera renvoyé pour sa participation aux manifestations de la révolution russe de 1905. En 1909-1913, il suit une formation de peinture à l'école des beaux-arts de Riga dont le directeur est Vilhelms Purvītis. Il rejoint l'association artistique de Jāzeps Grosvalds Fleur verte (Zaļā puķe).
Drēviņš arrive à Moscou en 1914. Il peint son cycle des Réfugiés (1915-1917), inspiré de la Première guerre mondiale. Au sein du groupe Valet de Carreau il fait connaissance de Kasimir Malevitch et quelques autres peintres avant-gardistes. La recommandation de Vladimir Tatline lui permet d'obtenir un post au département des beaux-arts du Commissariat du Peuple à l'éducation en 1917. En 1920, il se marie avec l'artiste peintre Nadejda Oudaltsova. Il travaille à partir de 1920 aux Ateliers supérieurs d’art et de technique et en devient le directeur, le post qu'il occupe jusqu'à la fermeture de l'établissement en 1930. Chargé de mission de représenter le paysage de différents coins d'URSS, avec son épouse, il effectue de nombreux voyages dans l'Oural (1926-1928), Altai, Kazakhstan (1929-1932) et en Arménie (1933-1934). Il devient membre du groupe artistique Treize en 1931. Il est aussi impliqué dans les activités de l'association culturelle lettonne Prometejs (Prometheus), fondée à Moscou en 1924, tout comme quelques-uns de ses compatriotes, notamment Gustav Klucis, Karlis Veidemanis et Voldemars Andersons,. Drēviņš est arrêté le 17 janvier 1938, pour « participation à une organisation terroriste nationaliste contre-révolutionnaire ». Condamné à mort par une commission du NKVD, il est fusillé le 26 février 1938 au polygone de Boutovo.
En 1957, l'artiste est réhabilité à titre posthume. Ses œuvres progressivement réapparaissent lors des expositions et dans les collections des musées. Sa première exposition personnelle se tient à Moscou, puis au Musée russe de Léningrad en 1979. À la même époque, quelques tableaux sont exposés au musée Guggenheim de New York, dans quelques galeries spécialisées en art russe en Europe et à Tokyo. En 1981, l'exposition de Drēviņš se tient à Riga et, en 1982, à Tallinn. Son tableau Gazelles (1930) se trouve à la Galerie Tretiakov.

## Galerie photographique

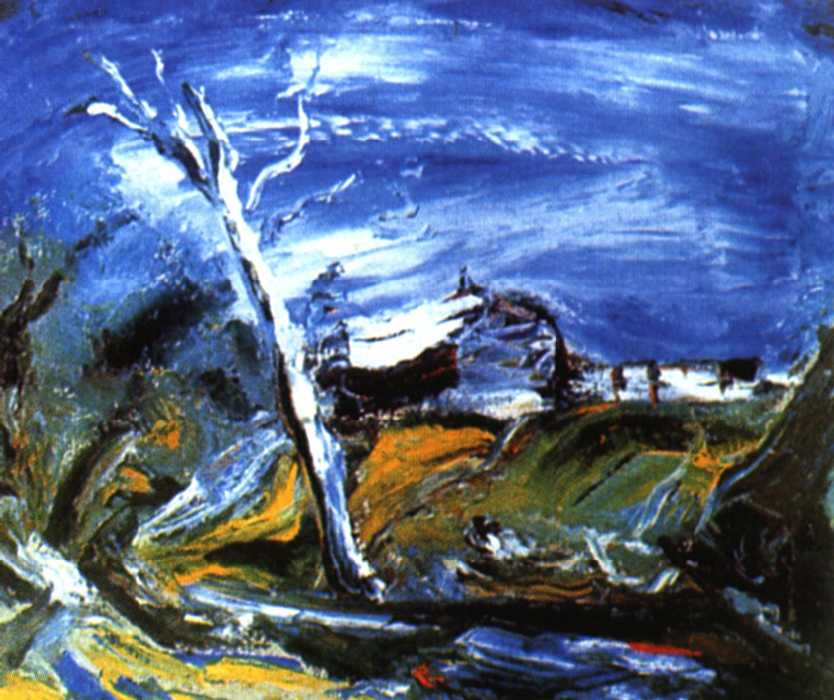
Altaï (1930).
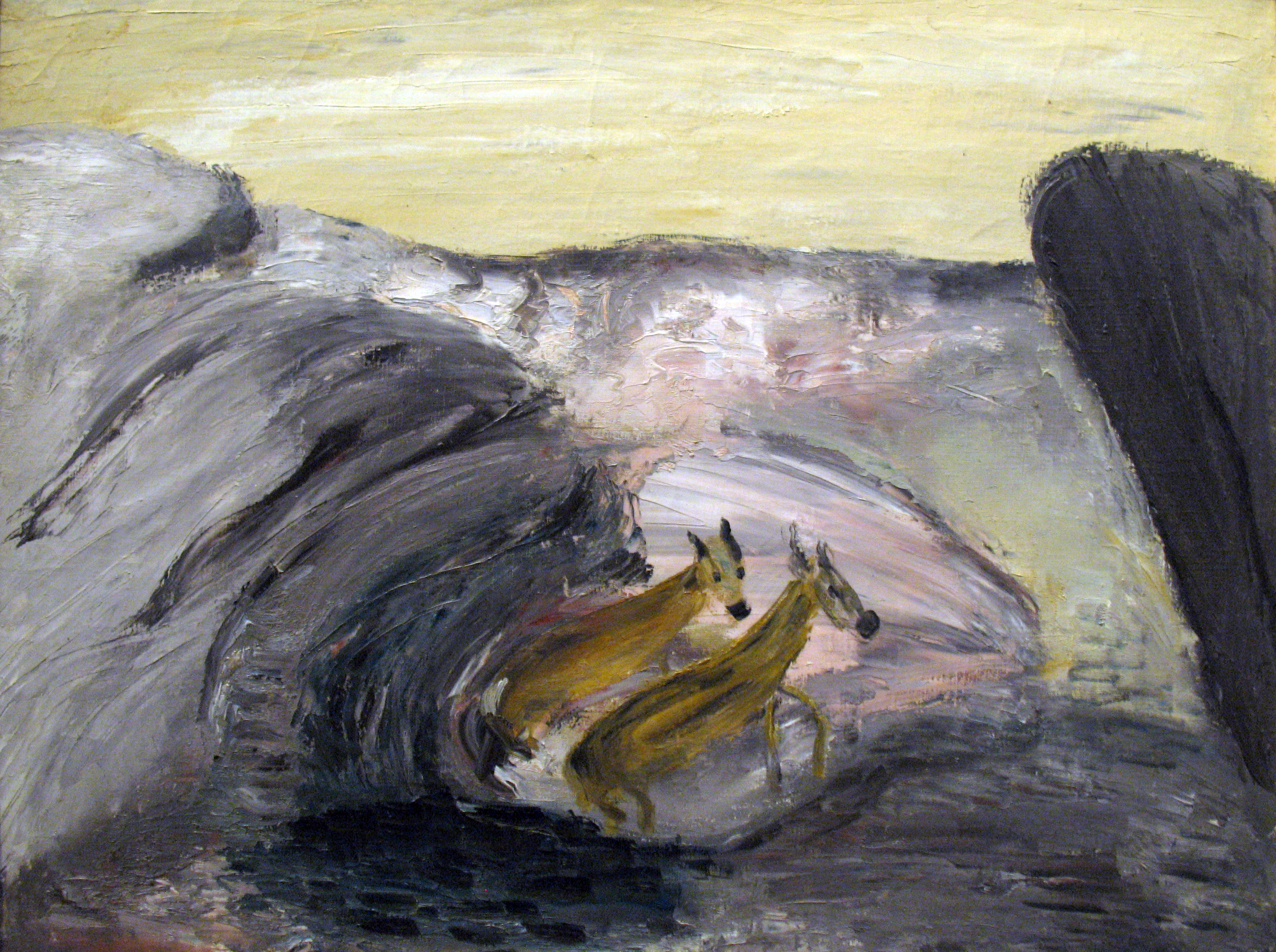
Gazelles (1930).
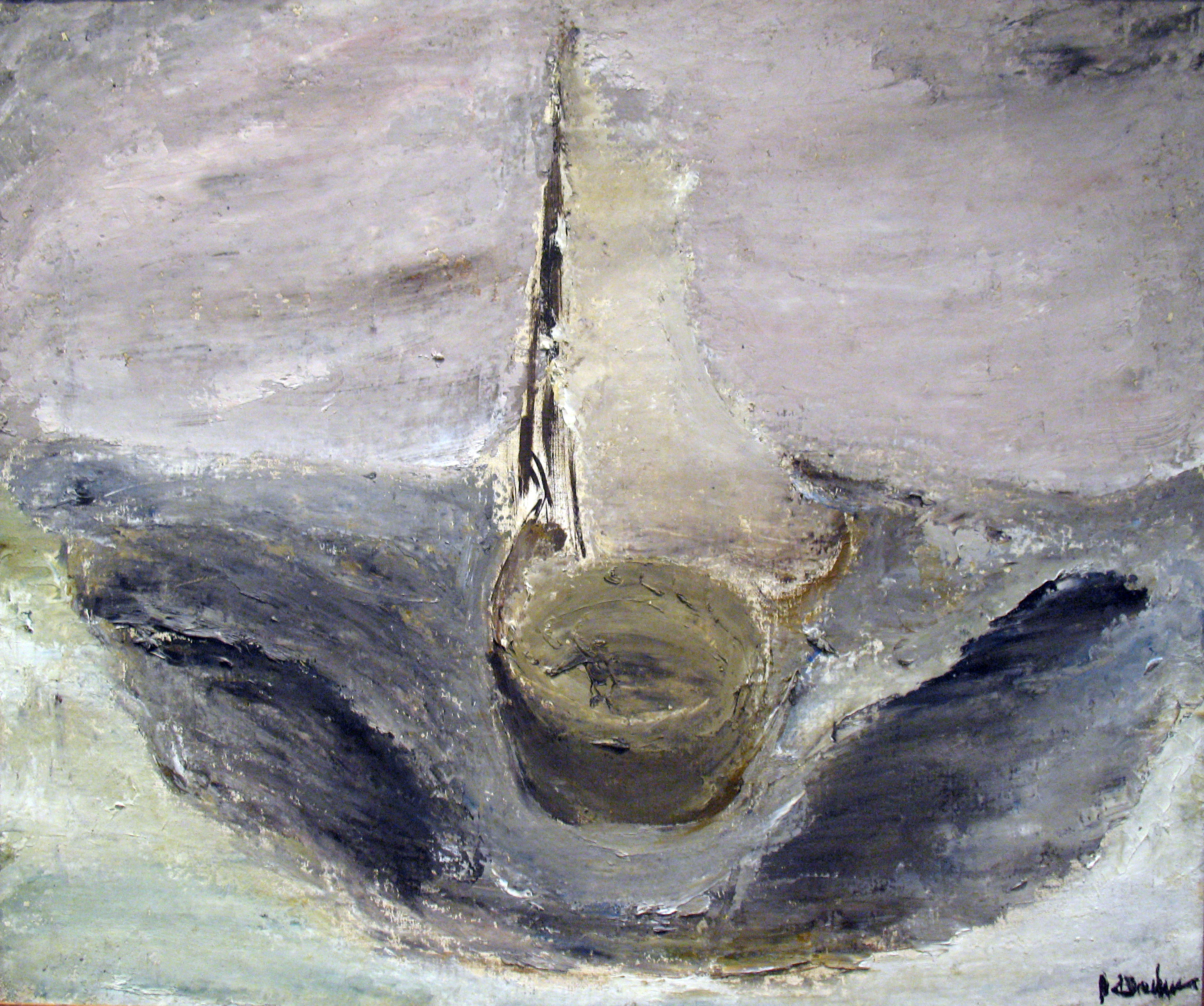
Bateau (1931).
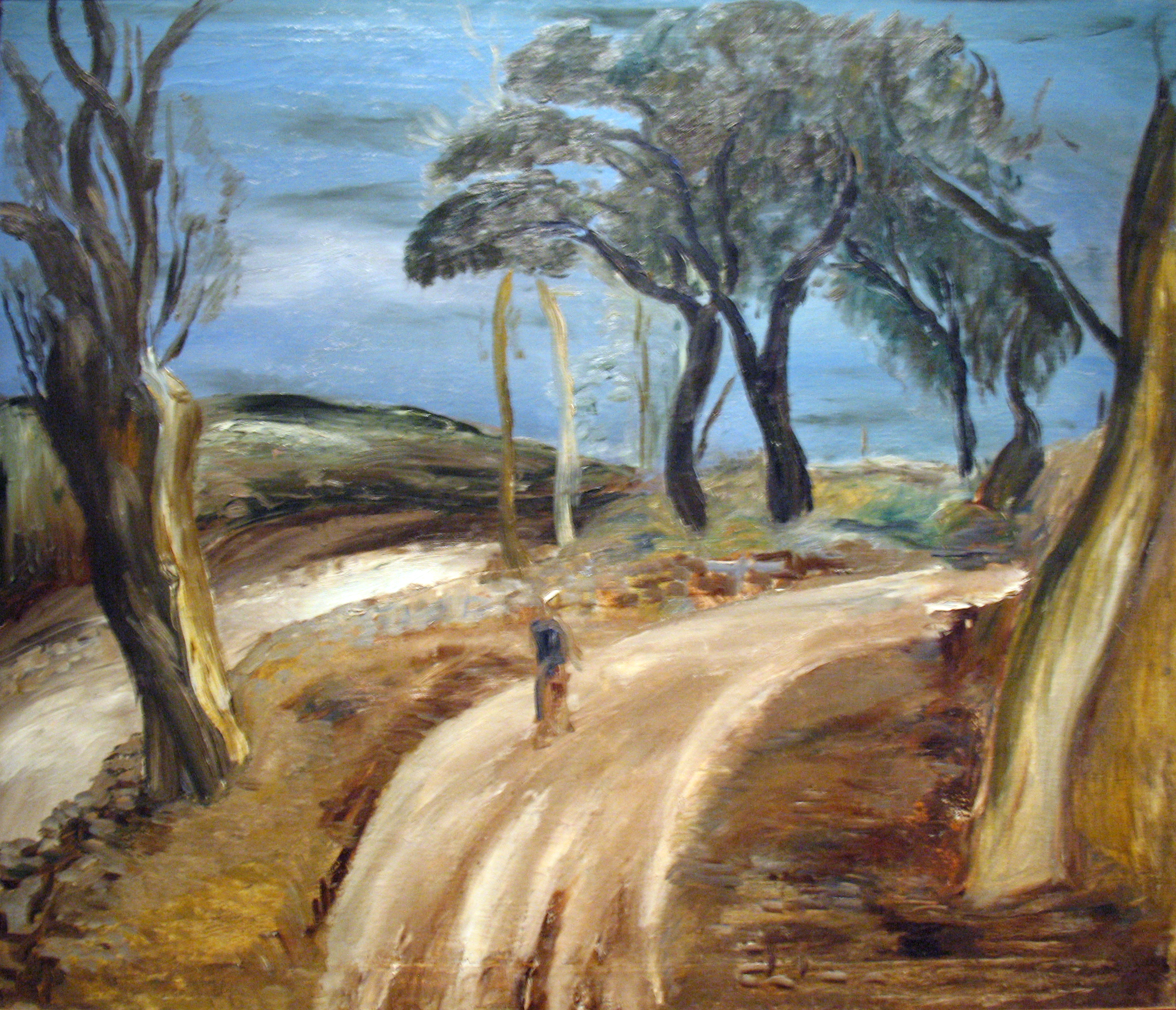
Rue en Arménie (1933).
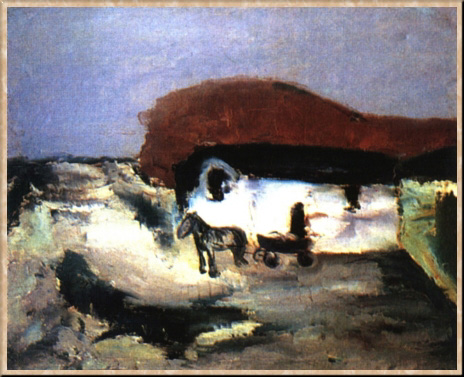
Steppe (1933).

## Rétrospectives
- Musée de la Bourse de Riga : Aleksandrs Drēviņš un Nadežda Udaļcova. Laiku virpulī (Aleksandrs Drevins et Nadezda Udalcova. Dans le tourbillon du temps), du 15 juillet au 30 août 2015